# Masa Crítica (ciclismo)

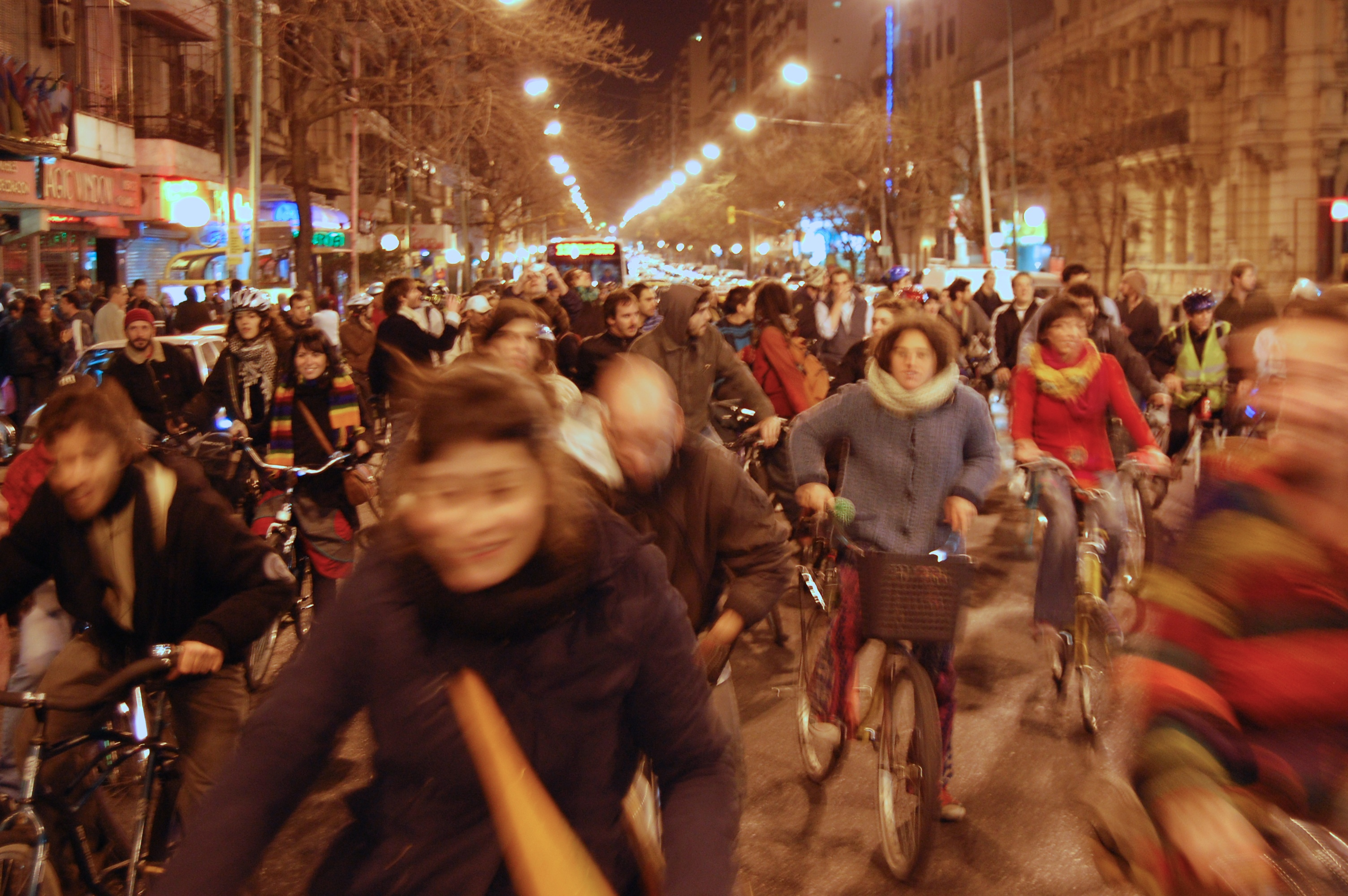
Evento de Masa Critica, Avenida Rivadavia, Buenos Aires

La Masa Crítica o Bici Crítica es un fenómeno ciclista tiene lugar todos los meses en numerosas ciudades del mundo. Su finalidad es introducir la movilidad sostenible en el debate público, y mejorar la seguridad de los ciclistas confiando en que se está más seguro cuando se está en grupo. Además de ciclistas también suelen participar patinadores. La denominación proviene del concepto sociológico homónimo, que hace referencia al número de individuos involucrados en un fenómeno a partir del cual este adquiere una dinámica propia que le permite sostenerse y crecer por sí mismo.

## Historia

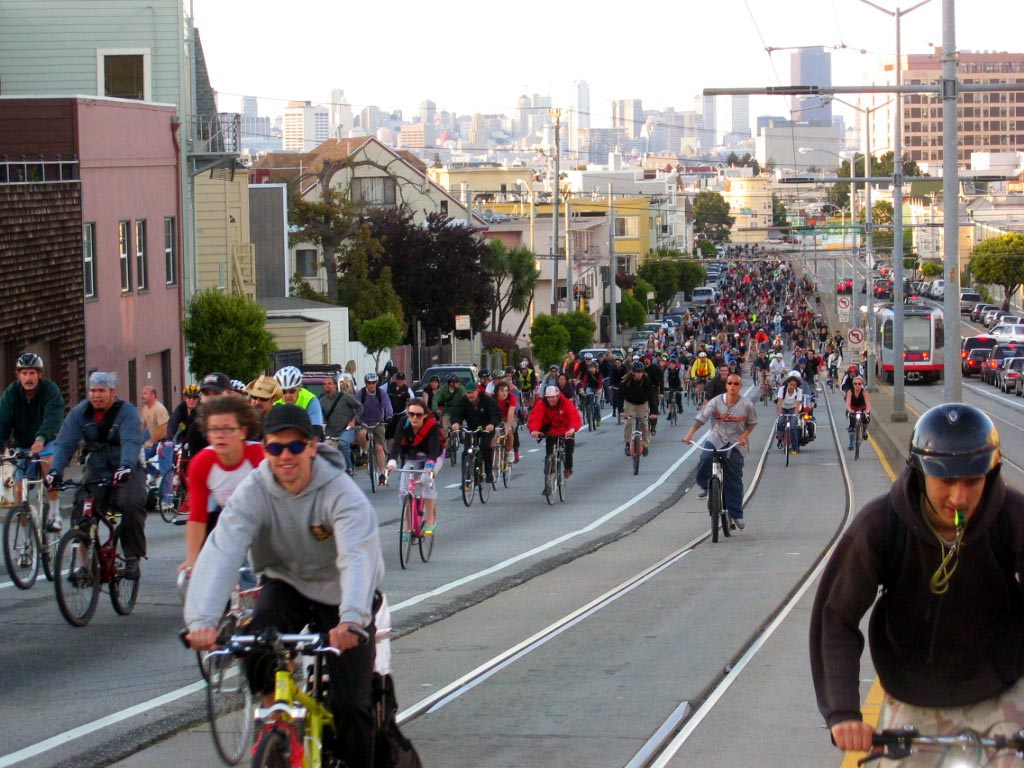
Masa crítica en San Francisco, abril del 2005.

El término Masa Crítica para referirse a este fenómeno concreto fue adoptado por George Bliss, diseñador estadounidense de vehículos de tracción humana, para referirse a un fenómeno observado en China: en los cruces sin semáforos, los ciclistas se van acumulando hasta llegar a un número tal que les permite cruzar sin riesgo. El fenómeno fue dado a conocer en el documental "Return of the Scorcher" (1992) del director y ciclista Ted White.
Recorridos en bicicleta como Masa Crítica en bicicleta, con cientos de participantes se llevó a cabo en Estocolmo, Suecia en la década de 1970. Pero las primeras celebraciones dentro de la actual ola de la Masa Crítica tuvieron lugar en San Francisco (Estados Unidos) en 1992. En un primer momento acudieron tan sólo 58 personas, pero en menos de un año ya eran unos 500. En origen se llamaron «Commute Clot», pero enseguida se cambió el nombre al actual. Posteriormente el movimiento comenzó a extenderse por el resto del país y del mundo. En mayo del 2004 la celebración de Nueva York coincidió con la convención del Partido Republicano, lo que provocó altercados entre la policía y los participantes, siendo arrestados varios ciclistas.

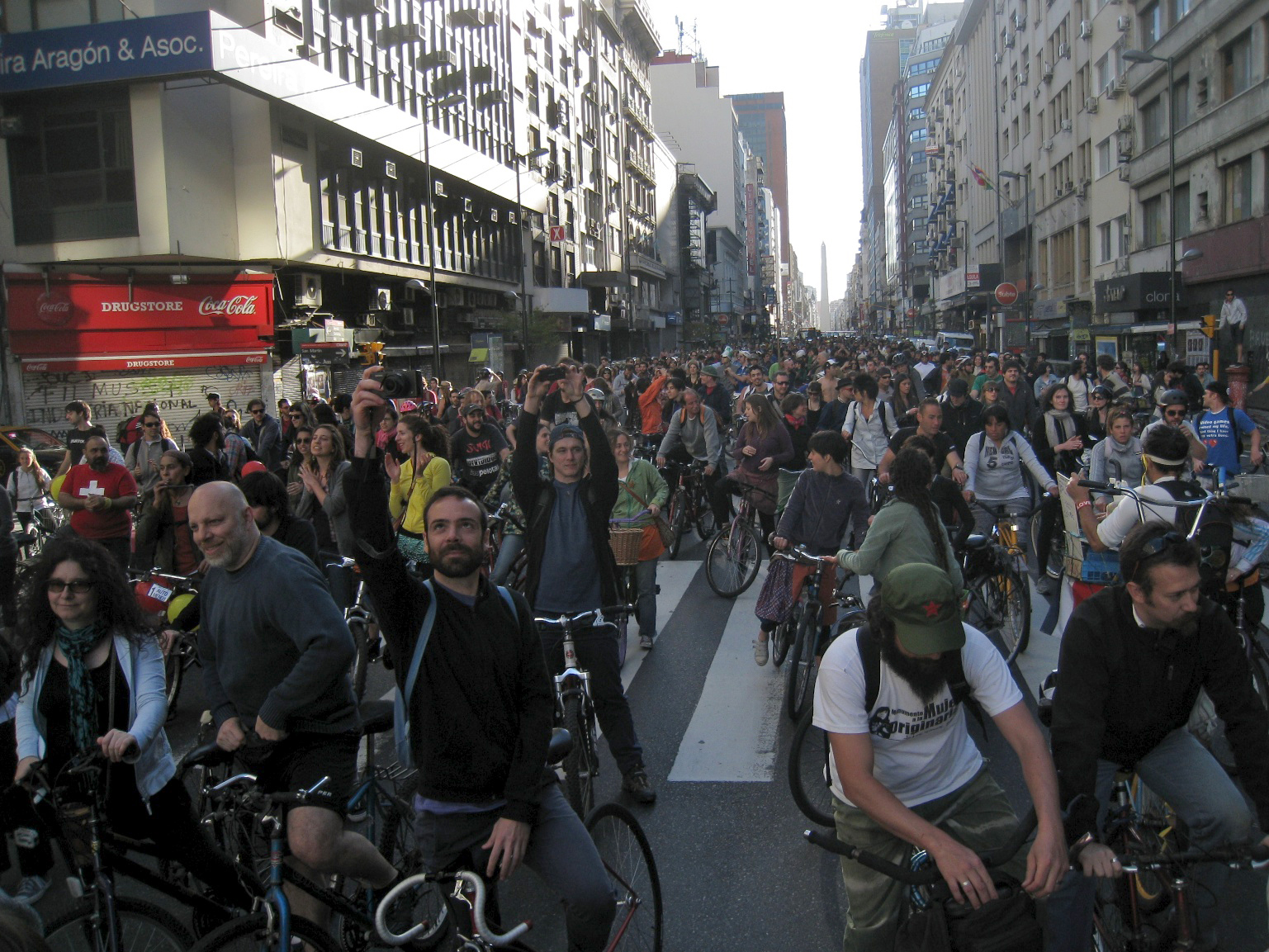
Miles de participantes en Buenos Aires.

## Ideología
El término está relacionado con teorías sociales que dicen que una revolución social es factible cuando se alcanza una cierta cantidad, una «masa crítica», de apoyo popular.
Los lemas más comunes en el mundo anglosajón son «Usa la bici a diario, celébralo una vez al mes», o «no bloqueamos el tráfico, somos tráfico».  En España, se pueden escuchar consignas como «No contamina ni gasta gasolina», «Yo pedaleo y no me cabreo», «Cuido mi planeta yendo en bicicleta», «tengo el culo duro y no me gasto un duro».
Se han pronunciado diversas opiniones sobre si se debe solicitar permiso a las autoridades como en el caso de una manifestación.

## Conflictos que afectan a Masa Crítica
Los paseos de Masa Crítica han generado controversia y oposición pública en varios sitios. Algunos críticos afirman que la Masa Crítica es un intento deliberado de obstruir el tráfico y alteran las funciones normales de la ciudad, afirmando que los individuos que participan se niegan a obedecer las leyes de tránsito. Se han producido altercados con la policía y con automovilistas. Aunque es infrecuente, manifestantes a veces están presentes en los eventos de Masa Crítica para oponerse a los métodos del grupo.
Algunos grupos de defensa del ciclismo han expresado su preocupación de que la naturaleza de Masa Crítica y altercados con los automovilistas podrían debilitar el apoyo público para los ciclistas.  A pesar de que no tolera los incidentes de violencia y la grosería, el San Francisco Bicycle Coalition acredita a Masa Crítica poniendo de relieve los problemas de las bicicletas y colaborando con sus esfuerzos en la defensa de los ciclistas.

## Magnitud

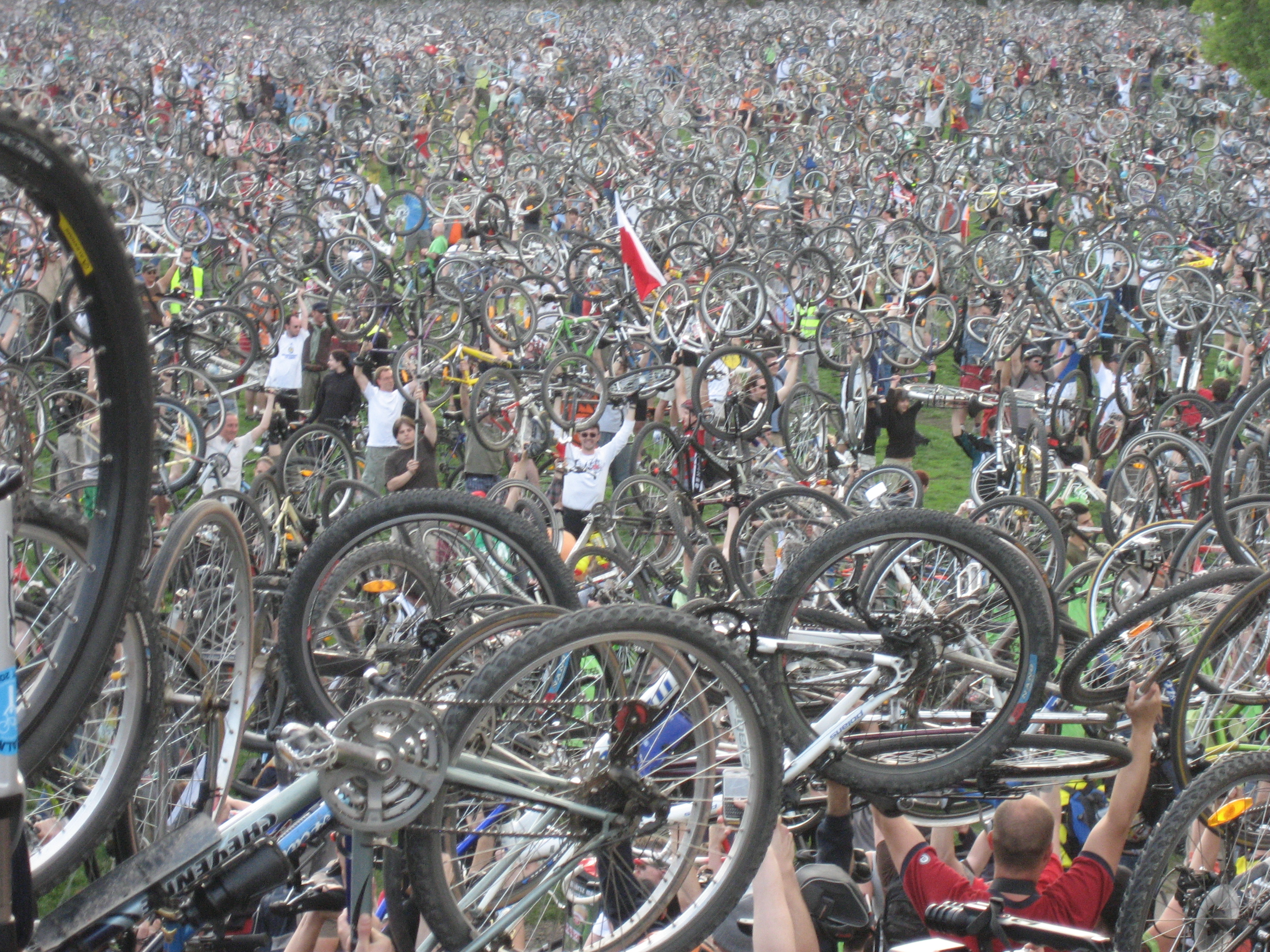
Levantamiento de bicicletas en Budapest, 19 de abril de 2009

Los paseos de Masa Crítica varían mucho en muchos aspectos, incluyendo la frecuencia y el número de participantes. Por ejemplo, muchas ciudades pequeñas tienen paseos mensuales de Masa Crítica con menos de veinte ciclistas que ofrecen seguridad en los números para los ciclistas en los locales, mientras que en el extremo opuesto, en lo que han sido los más grandes eventos con el nombre Masa Crítica, ciclistas en Budapest, Hungría sostienen sólo dos actividades cada año el 22 de abril (Día de la Tierra) y 22 de septiembre (Día Mundial Sin Automóvil). El «estilo Budapest» atrae a decenas de miles de usuarios. El 20 de abril de 2008 la participación en Budapest se estimó en 80.000 ciclistas. En Viena, cerca de Budapest, se ha celebrado la Masa Crítica cada mes desde 2006 y atrae hasta 1000 o más participantes.

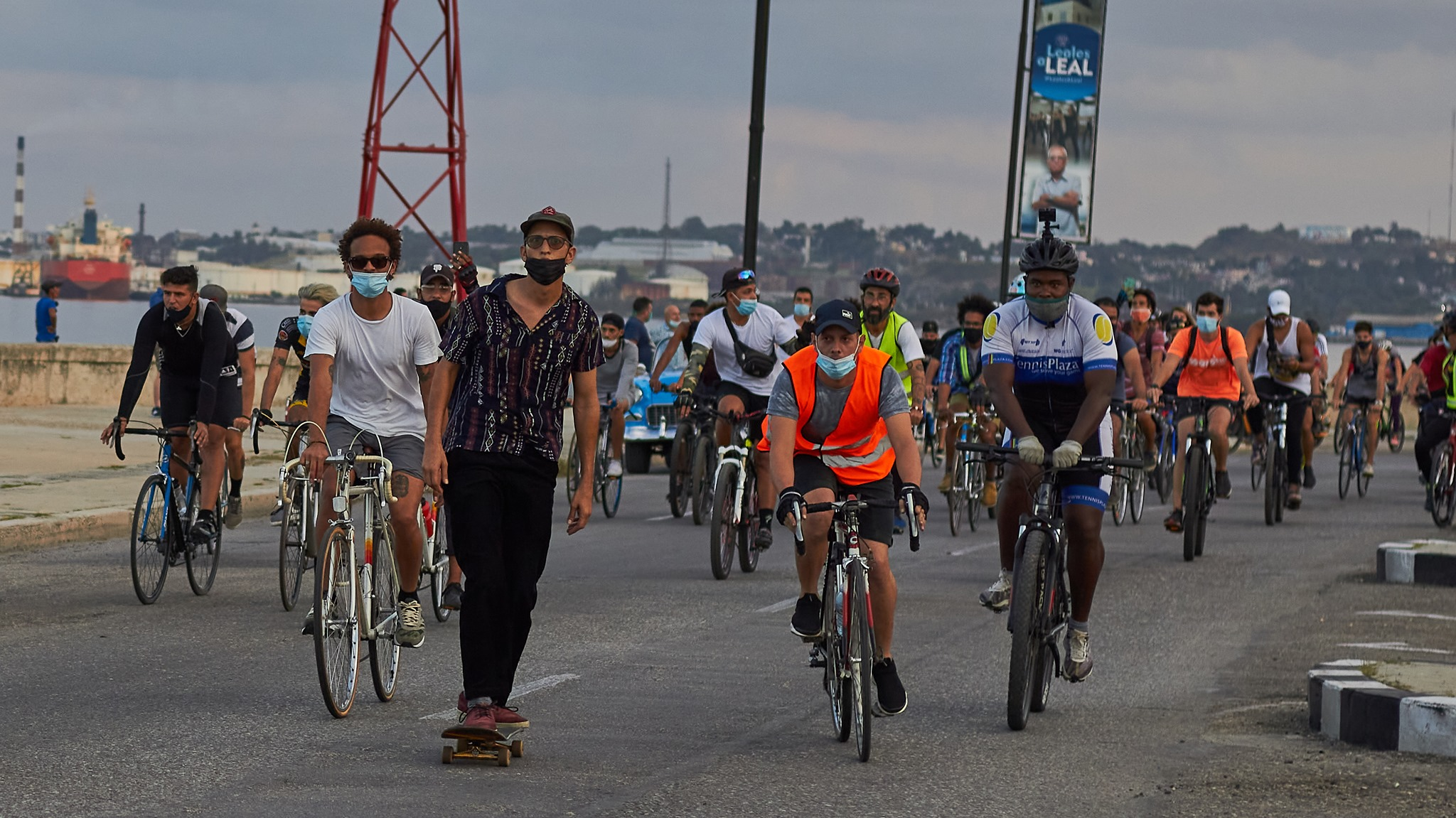
Masa Crítica Habana yendo por la Ave. del Puerto hacia la avenida Malecón. 3 de enero de 2021. Se estima más de 150 participantes en esta edición.

[cita requerida]

## Masa Crítica en el mundo
Según las últimas estimaciones la Masa Crítica se celebra en más de 400 ciudades del globo en todos los continentes
Anexo: Masa Crítica por país